# Beamish Museum

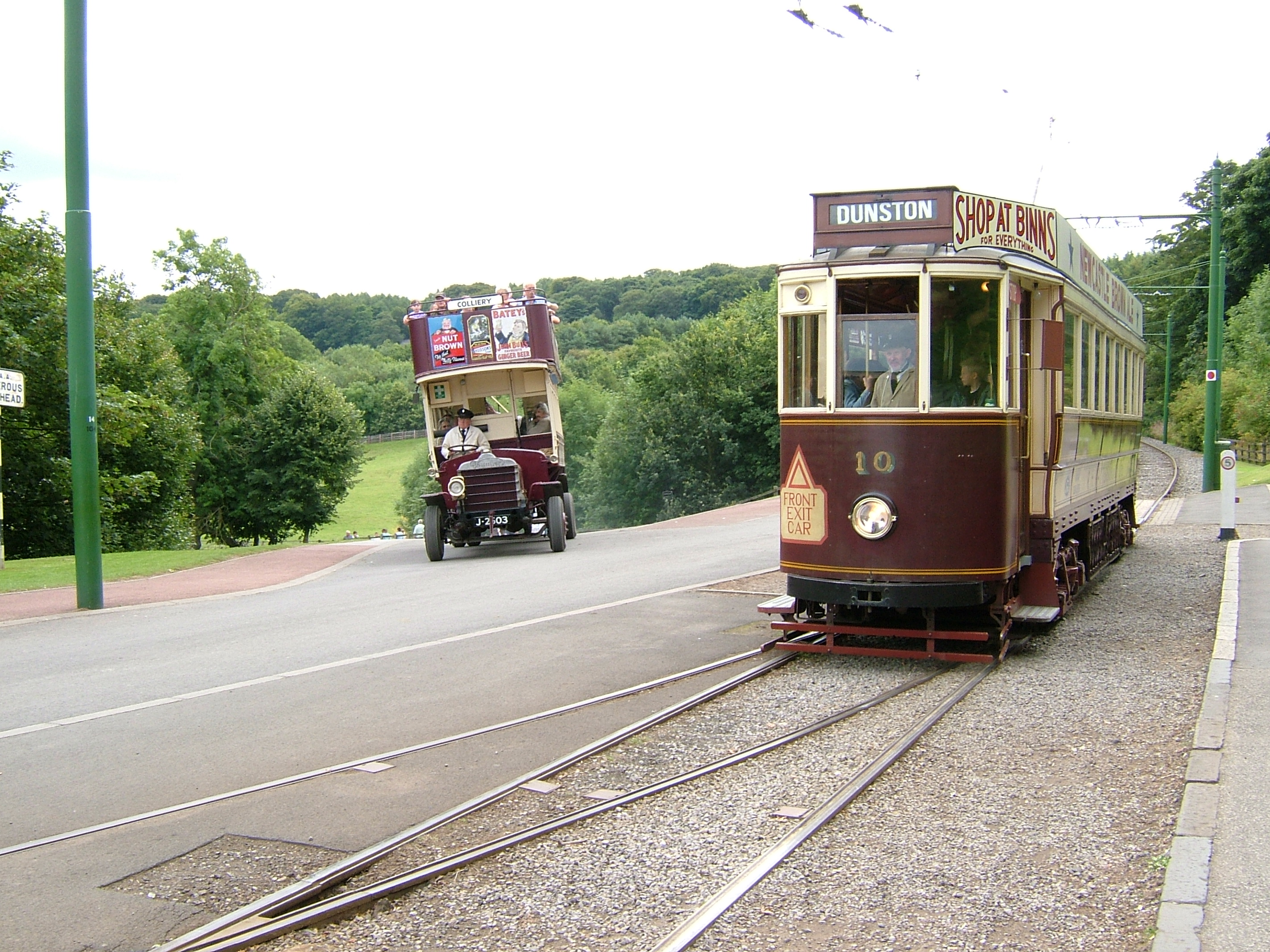
En spårvagn och en buss transporterar besökare till olika delar av museet.

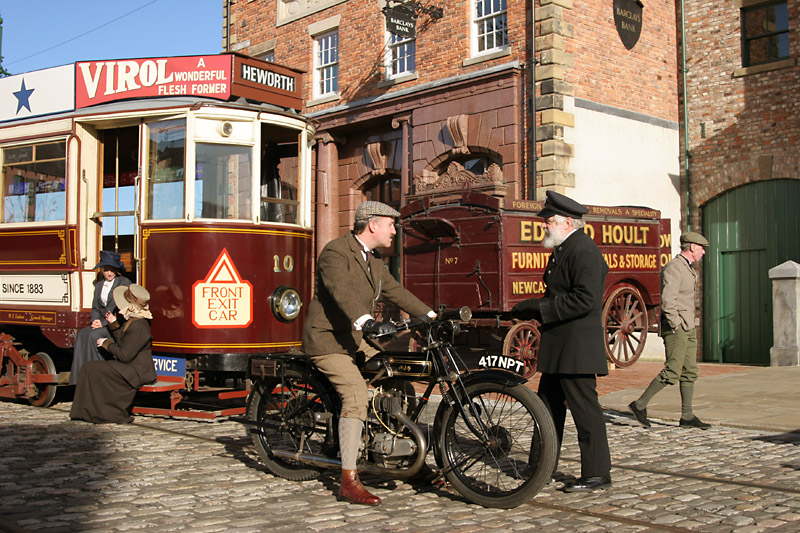
Iscensättning av gatubild.

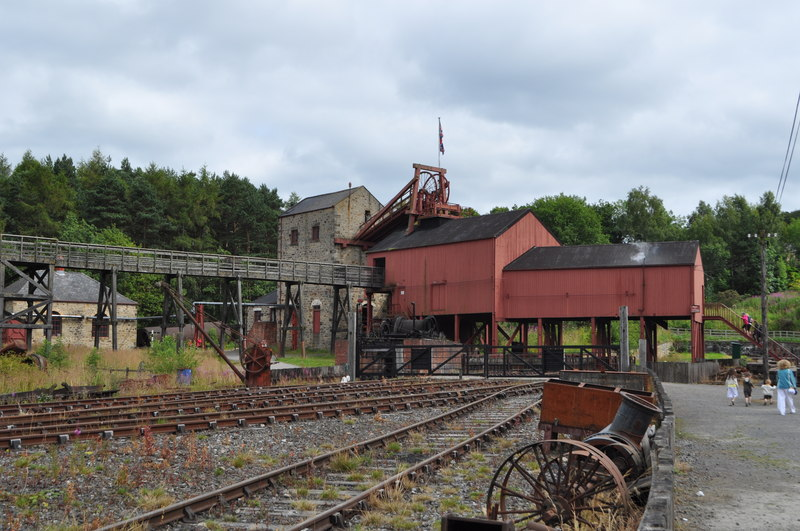
Rekonstruktion av "pitworks building".

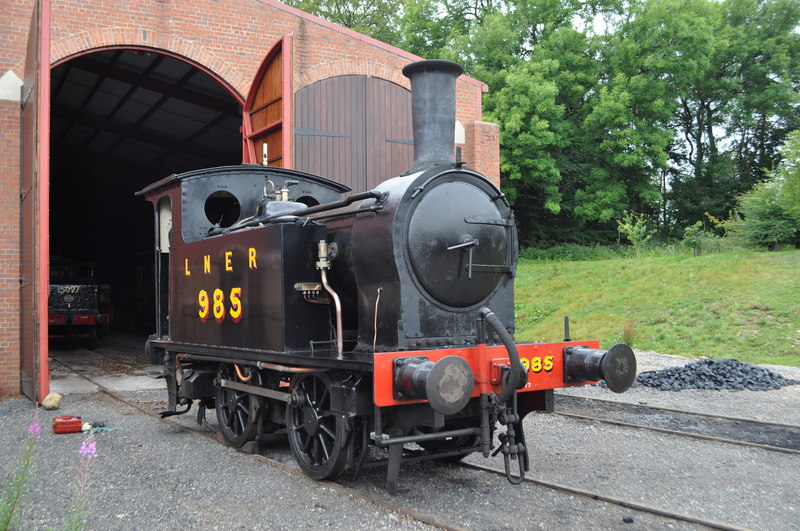
LNER 68088 at Beamish, 2011.

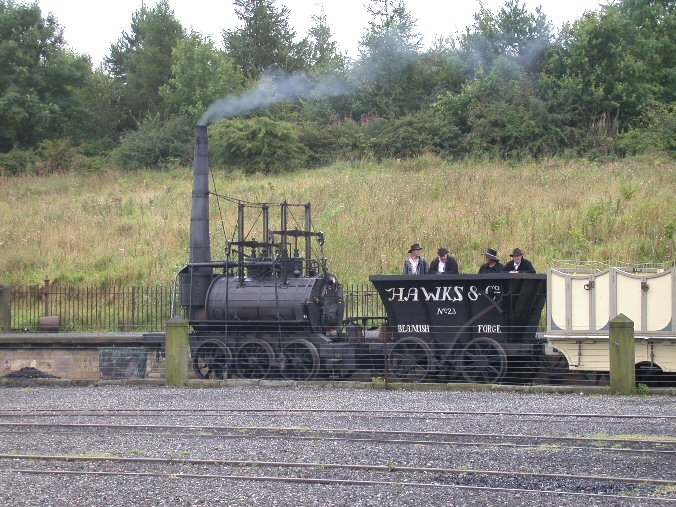
Replika av Steam Elephant, Pockerley Waggonway.

Beamish Museum,  är ett friluftsmuseum i Beamish, i närheten av staden Stanley, County Durham i Storbritannien.
Museet syftar till att bevara exempel på vardagsliv i städer och på landsbygden i nordöstra England vid industrialiseringens höjdpunkt i början av 1900-talet. Det var först på förslag 1958 och samlingen etablerades på Beamishområdet 1970. Det omfattar bland annat:
- En stad. Stadsdelen av museet öppnades 1985 och visar viktorianska byggnader i en stadsmiljö från 1913.
- En gruvby. Museet har stora samlingar som har samband med gruvnäringen, inklusive museets Mahogany mine, en kolgruva som fanns på museets område.
- Bondgårdar. En bondgård, som ursprungligen fanns inom området, återuppbyggdes under mitten av 1800-talet med en hästdriven kvarn och ett ångdrivet tröskverk. Museet har två bondgårdar, som representerar traditionella nordöstengelska gårdar och bevarar vissa boskap som Durham Shorthorn-boskap, Clydesdalehästar samt Cleveland Bay-arbetshästar, Dales-ponyhästar, Teeswaterfår och Saddlebacksvin.